# Phyllolabis zionensis
Phyllolabis zionensis är en tvåvingeart som beskrevs av Alexander 1948. Phyllolabis zionensis ingår i släktet Phyllolabis och familjen småharkrankar. Inga underarter finns listade i Catalogue of Life.